# 互動式資訊服務站

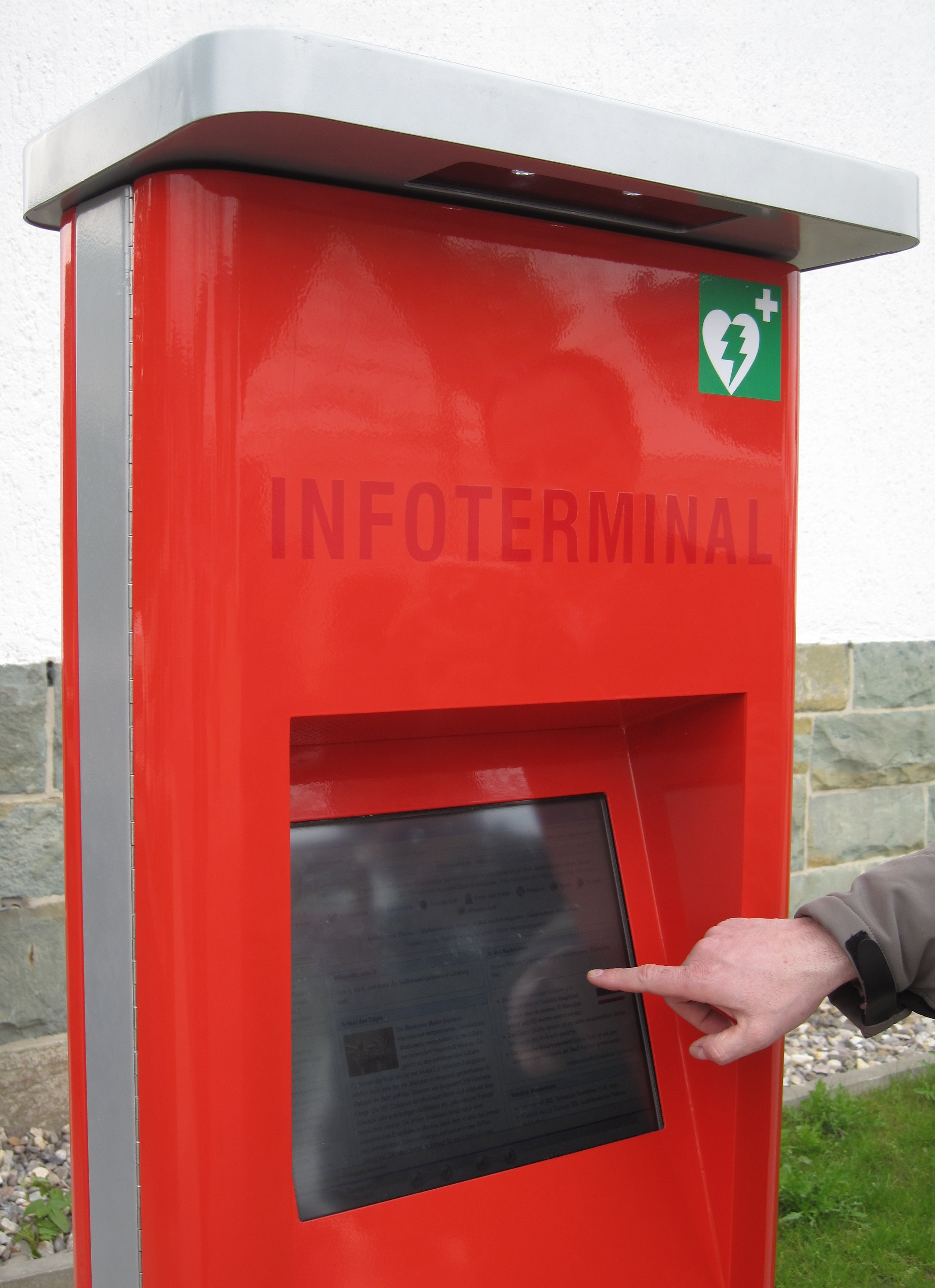
位在黑默舉辦2010年黑默花卉展的互動式資訊服務站

互動式資訊服務站（英語：Interactive kiosk，簡稱：Kiosk）是一部電腦終端機，以特定規格的硬體與軟體來製作，用來提供通訊、商業、娛樂或是教育的資訊與應用服務。
早期的Kiosk外觀很像电话亭，包含了零售與提供食物的服務，並且更具有親和力來改善客戶服務。它通常是放置在人流與車流較高的區域，例如商場、旅館大廳或是機場。資訊的技術整合使它可以提供更多元的功能，演化成自助服務，例如使用者（消費者）遇到無現有商品庫存時可以用它來訂購、查閱圖書館藏書、搜尋商品資訊、提供旅館門卡、公用事业的帳單交易、以及收取現金讓使用者可以換取商品或是貨品。客製化零組件可以強化Kiosk的服務功能，更可以滿足貼近擁有者（商家）的需求，例如投幣裝置、紙鈔接收器、读卡器以及感熱紙印表機等零組件可以給Kiosk提供交易與資料交換的功能。

## 歷史
第一台自助服務的Kiosk是1977年由伊利诺伊大学厄巴纳-香槟分校醫學院預科學生莫瑞·拉普研發。以柏拉圖系統設計內容而且使用電漿觸控螢幕進行存取。伊利諾大學的唐納·比澤研發等離子顯示屏。莫瑞·拉普的Kiosk被命名為柏拉圖熱線，可以給學生與訪客用來查詢各項資訊，例如電影、地圖、目錄、公車時刻表、課外活動以及課程。
第一台商業用途的Kiosk是1985年由富乐绅執行副總哈瑞·柏克領導企劃，位於森尼韦尔的ByVideo設計製造與客製化。超過600個Kiosk系統提供商品圖片與影片宣傳，可以選擇樣式尺寸與顏色還可以在Kiosk支付費用。交易成功的資料經由撥號連線傳輸到位於密苏里州圣路易斯的富樂紳電腦主機，商品會由聯邦快遞在隔天宅配到家或是送到指定分店。Kiosk硬體都是由ByVideo設計與製造包含微電腦、顯示系統、觸控螢幕，其他元件來自各家供應商例如阴极射线管、软盘、打印机、电脑键盘、机箱。位於加利福尼亚州的ByVideo先進技術影片工廠每年一季會製作富樂紳要求更新的Kiosk影片。這套Kiosk系統在富樂紳所有分店提供的服務有6年多的時間。
第一台商業用途又有互联网連線的Kiosk是1991年在COMDEX展示，它的應用程式是用來尋找失蹤兒童。關於Kiosk組成細節的首份文件報告是1995年由洛斯阿拉莫斯国家实验室編寫，由Usenet最早的管理員Arthur發布在「comp.infosystems.kiosks」。
KioskCom在1997年舉辦贸易展览会，每年舉辦兩次。
第一家在2007年以州為範圍來部署Kiosk的公司是帝國多媒體，提供弗吉尼亚州的31座州立公園Kiosk服務，包含公園簡介、可供列印的地圖、路徑點、興趣點與影片導覽以及急救資訊。

## 簡介
通常是採用觸控式螢幕，再搭配多媒體動態介面以及語音或音效，提供人性化且互動式的使用者介面。日本便利商店LAWSON從1997年開始，就陸續在門市導入8,000多台的「Loppi」多媒體機台，目前已經是日本便利商店極為重要的一項服務項目。目前多媒體機台在台灣主要的應用也都是在於便利商店應用，在店面提供消費者用於訂購票券、繳費或小額付款、兌換商品等便利服務上面。台灣目前便利商店的多媒體機台應用十分蓬勃發展，一年使用人次已經超過兩億之數。

### 結構設計
美觀與功能的設計是關鍵要素，推動客戶採用意願、全面上線運作時間以及成本購買力。
設計Kiosk的要素如下所示﹕
- 美觀設計：外殼的設計通常是客戶採納程度與品牌認知度的推動因素。
- 製造批量：影響製造過程，例如使用的金屬與塑膠材料。
- 系統軟體：軟體程式與配置很大程度決定硬體的互動功能。
- 圖形訊息：對於潛在使用者而言可以發揮出關鍵用途。
- 維護散熱：最大化系統運作時間，可能會有當機狀況。
- 元件規格：組成的基本元件包含觸控螢幕、電腦、列印裝置、鍵盤、紙鈔收款機、磁條與條碼掃描器、浪涌保护器、不间断电源。
- 人體工學：整體使用的舒適性非常重要。
- 合乎法規﹕符合美国残疾人法的設計非常重要，電氣標準要符合保险商实验室與歐洲合格認證，對於零售業而言要符合支付卡產業安全標準委員會（英语：Payment Card Industry Security Standards Council）與EMV的標準要求。
- 介面設計：基本上需要比電腦介面更大的按鍵選項，以及更簡單的樹狀選項決策結構。
- 耐用程度：擺放的地點與位置會影響結構耐用性，室內與室外兩者使用不同的結構材質，尤其是室外的會使用強化材質。

### 可靠性
可靠性非常重要，因此有專業公司研發Kiosk軟體應用程式。紙鈔機、信用卡機與計時器的應用程式介面防止使用者修改軟體設定也禁止下載電腦病毒，但是允許管理員有權查閱資金收益。可靠性的威脅例如駭客攻擊漏洞、作業系統的存取權限、工作階段的取得以及使硬體重新啟動都有可能造成嚴重影響。

## 類型

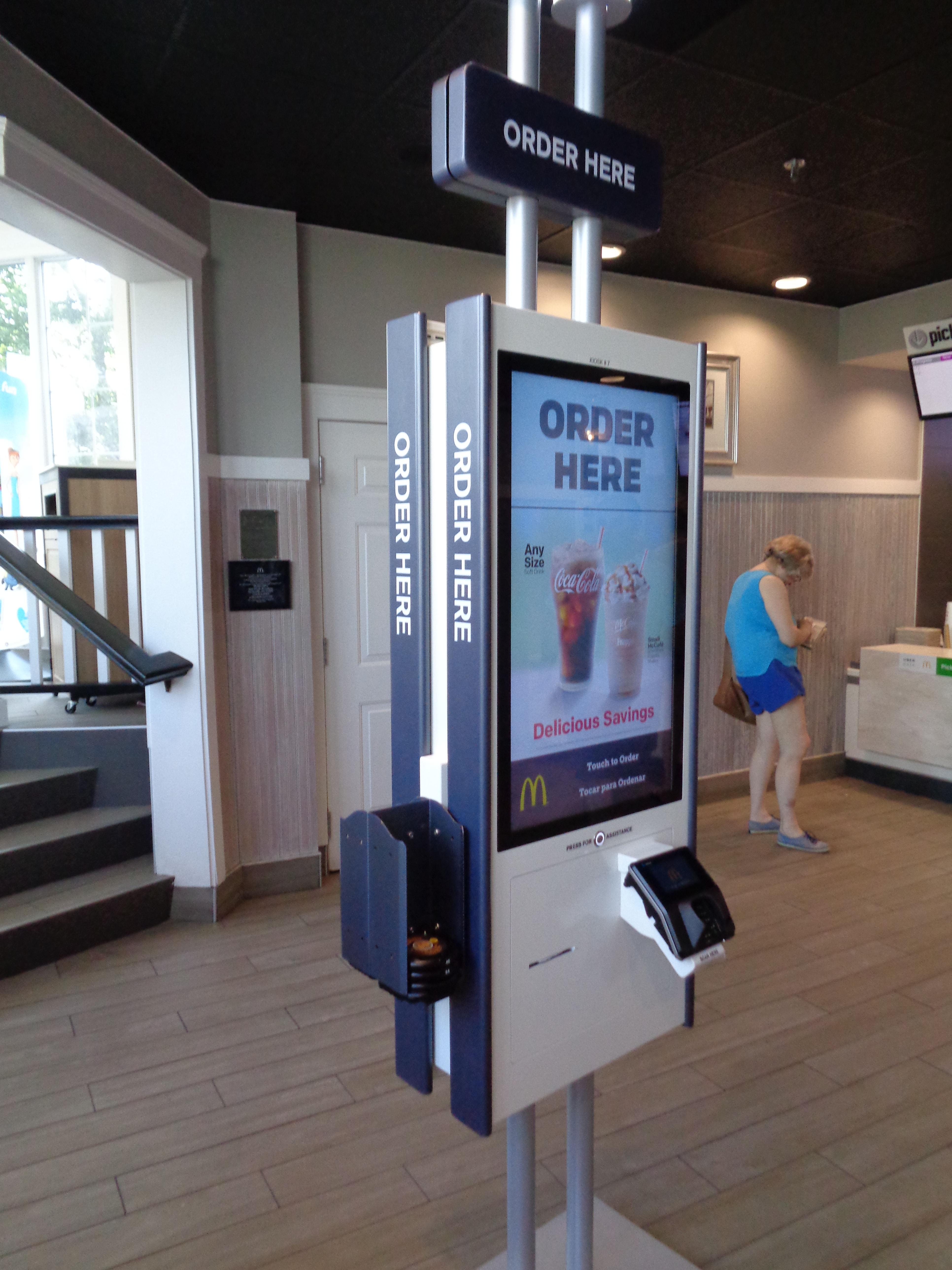
位在美國紐約州拿騷郡的麦当劳點餐機

提供訂購票券、繳費或小額付款、兌換商品、下載列印等便利服務。

### 多媒體公用電話
多媒體公用電話在技術上可以視為电话亭的繼承者，是一台可供大眾使用的公共電信通訊設備，提供的服務有电子邮件、傳真與簡訊以及电话，現今很難再看到多媒體公用電話。多媒體公用電話在21世紀首年逐漸出現在英國各地，有些部署在購物中心與交通車站用來提供當地資訊，也有部署在公共場所例如公路服務區與機場。
為了降低貧富國家之間的數位落差，国际电信联盟正在推動非洲與亞洲部分國家地區使用多媒體公用電話，因為這些地區的居民還沒有信息及通信技术基礎建設。例如不丹為了減緩鄉村的信件配送問題，提供電子郵政系統服務，用電話傳送訊息再以人力轉送到偏遠農村地區，健康與農業以及教育資訊都可以使用。

### 金融服務
通常稱為「多功能金融服務Kiosk」，可以提供跟銀行櫃員一樣的交易服務能力，可能在操作上更複雜，跟自動櫃員機相比在使用上更耗時。有時會稱為「bank-in-a-box」直接翻譯為盒子銀行，第一個知名範例是部署在美國7-Eleven的Vcom機台。提供的服務有支票兌現與帳單支付以及發放現金卡。Speedway便利商店部署全新的金融服務Kiosk。

### 售票機
很多遊樂園都有設立售票Kiosk例如加州迪士尼主題樂園與布希花園以及里斯本海洋水族馆，交通方面也有使用例如遊輪與美鐵。
電影院售票機，很多連鎖電影院都有專門的自动售票机方便讓顧客現場購票，或是網路購票再現場取票。Radiant與富士通都有後台購票技術。

### 餐廳
自助點餐機，在咖啡廳使用平板點餐機是新的點餐方法。除了收銀台之外使用點餐機可以減少所有顧客的等待時間。點餐機展示高度的視覺化，還有以精準點餐與客製化提供協助的套餐組裝功能。

### DVD販售
其中一個範例是DVD出租Kiosk，顧客可以用信用卡租用DVD。在北美地區知名的出租DVD公司有Redbox與DVDXpress。

### 訪客管理
訪客管理與保全Kiosk在企業、學校與其他人員管控環境都可以提供快速便捷的參訪者登記程序。系統可以檢查黑名單與訪客犯罪背景，以及提供通行證給訪客。美國的校園為了校內安全問題已經有增加這類Kiosk的趨勢也用來管控追蹤訪客。

### 建築導覽
商場與醫院以及機場甚至是其他大型建築都有設立Kiosk給訪客導覽使用，哈里斯衛生系統、邁阿密浸信會醫院、費城兒童醫院與卡尤加醫療中心是少數使用觸控式螢幕Kiosk來提供路線導覽與醫院簡介的醫療中心。

### 景點導覽
博物館與歷史古蹟以及遊覽景點都有設立資訊服務站提供資訊查閱與特定展覽訊息，允許遊客自行隨意點閱景點的各項資訊影片。美國紐約洛克威爾博物館提供平板電腦給遊客查閱展覽資訊。宾夕法尼亚州立大学的運動博物館設立資訊服務站提供以前與現在校隊與球員的最新資訊。埃利斯島國家移民博物館提供資訊服務站的線上測試。

### 視訊通話
視訊Kiosk整合视频对话與群件協助使用者視訊通話或是進行會議以及訊息交換，通常用於銀行或是遠距醫療來改善客戶服務。

## 國家地區

### 加拿大
大多伦多机场管理局提供機場的入出境自助Kiosk服務。

### 中國大陸
北京大学學生自助機的校園自助終端服務系統為師生提供成績單、證書、證明等材料。

### 印度
印度能源部的卡納塔卡電力傳輸公司提供用於支付帳單Kiosk服務。

### 日本
- 羅森 Loppi（日语：Loppi）
- Ministop Loppi

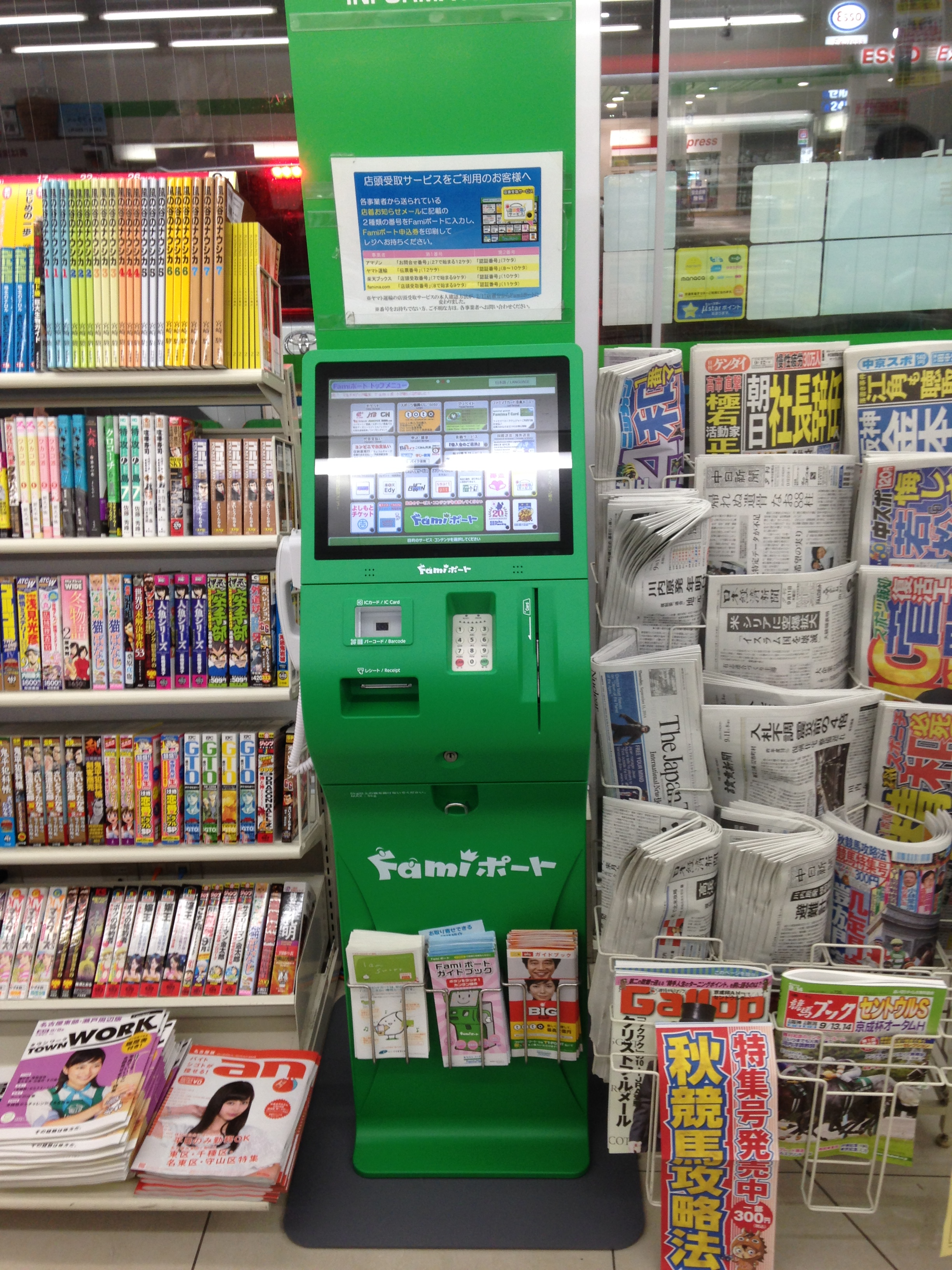
位在日本名古屋市名東區山の手_(名古屋市)的FamiPort

- Seicomart（日语：セイコーマート） Club Station
- 全家便利商店 FamiPort（日语：Famiポート）

### 臺灣
它通常被稱為多媒體資訊機或是多媒體機，廣泛應用在速食店點餐機與便利商店。
廣泛的應用如下所示：
- FamiPort：全家便利商店在2005年啟用。
- ibon：統一超商在2006年啟用。
- Life-ET：萊爾富在2003年啟用也是最早應用的服務。
- OK·go：OK便利店在2005年啟用。

### 英國
有些國家會以各種目的在全國各地提供Kiosk服務，知名的例子之一就是英国在全國範圍提供上千台Kiosk協助求職者尋找工作。

### 美國
美國國土安全部提供的入出境Kiosk可供旅客出境或入境美國時登記資料。美國郵局在全國各地分局有提供自助化Kiosk服務。美國退伍軍人事務部提供5000台Kiosk供退伍病患使用，到2020年新一代Kiosk結合行動裝置。
航空業有達美航空、聯合航空、捷藍航空，百貨零售業有未來購物、家得宝、目標百貨、沃尔玛，速食業有麦当劳、肯德基、漢堡王、塔可鐘。

## 註解
1. ↑  莫瑞·拉普
2. ↑  唐納·比澤
3. ↑  柏拉圖熱線
4. ↑  哈瑞·柏克
5. ↑  英語：
6. ↑  多媒體公用電話（英語：Telekiosk）
7. ↑  多媒體資訊機（英語：Multi-Media Kiosk，簡稱：MMK）

## 外部連結
- 7-11 ibon（页面存档备份，存于）
- 全家FamiPort（页面存档备份，存于）
- OK便利商店 OK·go
- 萊爾富Life-ET